# Loch Glendhu
Loch Glendhu is een inham aan de westkust van Schotland, meer bepaald in Assynt, met een lengte van ongeveer 6 kilometer. Ter hoogte van het dorp Kylesku vormen Loch Glendhu en Loch Glencoul, een andere inham, samen Loch Cairnbawn.
Op de noordoostelijke oever van Loch Glendhu ligt het dorp Kylestrome en op de noordwestelijke oever het gelijknamige en thans verlaten dorpje Glendhu.